# Brian Wilson (음반)
| 전문가 평가                   | 전문가 평가 |
| 평가 점수                     | 평가 점수   |
| 출처                          | 점수        |
| ----------------------------- | ----------- |
| AllMusic                      | [ 1 ]       |
| Robert Christgau              | B–          |
| Entertainment Weekly          | A           |
| The Guardian                  | (favorable) |
| MusicHound                    | 3.5/5       |
| Rolling Stone                 | [ 6 ]       |
| The Rolling Stone Album Guide | [ 7 ]       |

《Brian Wilson》은 1988년 7월 12일, 사이어 레코드에서 발매된 미국의 음악가 브라이언 윌슨의 데뷔 스튜디오 음반이다. 이 음반은 《NME》에 의해 1988년 최고의 음반 중 하나로 뽑혔으며, 일부 비평가들 사이에서 "《Pet Sounds》 88년"이라는 별명을 얻었다. 이후 이 음반은 보너스 트랙과 함께 여러 형식으로 재발매되었고, 일부 사람들에 의해 윌슨의 솔로 작품에서 두드러지는 것으로 언급되었다.
제작비가 1백만 달러가 든 이 음반은 《The Beach Boys Love You》 (1977년) 이후 윌슨이 처음으로 쓰고 제작한 음반이다. 윌슨은 그의 치료사 유진 랜디를 포함한 다수의 협력자들과 함께 리드 싱글 〈Love and Mercy〉로 대표되는 사랑과 영성을 주제로 《Brian Wilson》을 테마로 삼았다. 비록 음반의 세션은 논쟁적이었고, 일부 참가자들은 기존의 팝송에 비해 진보적인 예술적 표현을 요구했지만, 음반의 거의 4분의 1은 윌슨의 1960년대 중반과 1970년대 초반의 실험적인 추진력을 다시 불러일으키기 위한 곡인 〈Rio Grande〉에 할애되었다.
두 개의 후속편이 계획되었지만 결국 랜디와 공동 제작한 《Sweet Infanty》 (1991년)와 앤디 페일리와 공동 제작한 미완성 1990년대 음반으로 폐기되었다. 윌슨은 《Imagination》 (1998년)까지 새로운 오리지널 소재를 담은 두 번째 솔로 음반을 발매하지 않았다.

## 홍보
음반의 두 싱글인 〈Love and Mercy〉와 〈Melt Away〉는 잘 팔리지 않았다. 이 음반에는 수록되지 않은 〈He Couldn't Get His Poor Old Body to Move〉와 〈Being With the One Love〉가 수록되었다. 세 번째 곡인 〈Night Time〉은 홍보용으로만 발매되었다. 비록 비치 보이스의 1위 히트곡 〈Kokomo〉가 음반의 관심을 끌었을지 모르지만, 윌슨이 그의 논란이 되고 있는 심리학자 유진 랜디가 감독하고 통제한 제한된 홍보가 판매량 제한의 이유였을 가능성이 높다. 처음에 랜디와 그의 여자친구 알렉산드라 모건은 브라이언 윌슨의 곡들 중 일부에 그들의 이름을 포함시켰지만, 그가 1991년에 윌슨의 삶에서 성공적으로 퇴출되자, 후에 그들의 윌슨 노래에 대한 관여 부족을 반영하기 위해 크레딧이 수정되었다.
브라이언과 엔지니어 겸 프로듀서 마크 리넷이 스튜디오에서 참여한 리드 싱글 〈Love and Mercy〉의 뮤직 비디오가 제작되었다. 이 동영상은 상위 40개 차트에 영향을 미치지 못했기 때문에 자주 방송되지 않았다. 하지만 사이어 레코드는 음반의 다양한 곡들이 얽힌 브라이언 윌슨의 인터뷰가 담긴 홍보 디스크를 발매했다. 또한 사이어는 가죽 자켓이 들어간 한정판 CD를 발매했다.

## 곡 목록
모든 곡들은 특별한 언급이 없는 한 브라이언 윌슨에 의해 작사/작곡하였다.
| #  | 제목                             | 작사·작곡             | 재생 시간 |
| -- | -------------------------------- | --------------------- | --------- |
| 1. | 〈Love and Mercy〉               |                       | 2:52      |
| 2. | 〈Walkin' the Line〉             | 윌슨, 닉 레어드클로즈 | 2:37      |
| 3. | 〈Melt Away〉                    |                       | 2:58      |
| 4. | 〈Baby Let Your Hair Grow Long〉 |                       | 3:15      |
| 5. | 〈Little Children〉              |                       | 1:48      |
| 6. | 〈One for the Boys〉             |                       | 1:47      |
| 7. | 〈There's So Many〉              |                       | 2:46      |

| #  | 제목                             | 작사·작곡             | 재생 시간 |
| -- | -------------------------------- | --------------------- | --------- |
| 1. | 〈Night Time〉                   | 윌슨, 앤디 페일리     | 3:34      |
| 2. | 〈Let it Shine〉                 | 윌슨, 제프 린         | 3:57      |
| 3. | 〈Meet Me in My Dreams Tonight〉 | 윌슨, 페일리, 앤디 딘 | 3:05      |
| 4. | 〈Rio Grande〉                   | 윌슨, 페일리          | 8:12      |